# Złota foka
Złota foka (org. The Golden Seal) – amerykański film familijny z 1983 roku. Adaptacja powieści Jamesa Vance Marshalla.

## Treść[1]
Dziewięcioletni Eric mieszka wraz z ojcem i matką na wyspie Unak leżącej w łańcuchu Wysp Aleuckich. Według legendy dobrym duchem Aleutów jest złota foka. Niewielu ludziom udaje się jednak ją spotkać. Pewnego dnia, podczas burzy na morzu Eric spotyka złotą fokę, usiłującą znaleźć schronienie przed nawałnicą. Chłopiec zaprzyjaźnia się ze zwierzęciem. Tymczasem ojciec Erica, który od dawna tropi legendarnego ssaka, myśli o niej wyłącznie w kategoriach trofeum łowieckiego.

## Obsada[2]
- Sandra Seacat - Gladys
- Steve Railsback - Jim
- Michael Beck - Crawford
- Penelope Milford - Tania
- Torquil Campbell - Eric
- Seth Sakai - Semeyon
- Richard Narita - Alexei
- Peter Anderson - Tom
- Terence Kelly - Mongo